# Wasserkraftwerk Nygard
Das Wasserkraftwerk Nygard (norwegisch Nygard kraftverk) ist ein Wasserkraftwerk im Eksingedalen in der Gemeinde Modalen in der Provinz Vestland in Norwegen.
Die Konzession für den Bau wurde am 17. Juli 1992 erteilt. Das Kraftwerk wurde bis 2005 in den Fels gesprengt und wird von Bergenshalvøens Kommunale Kraftselskap (BKK) betrieben.
In dem 2005 in Betrieb genommenen Pumpspeicherkraftwerk ist eine Francis-Turbine mit einer Turbinenleistung von 56 MW installiert. Die durchschnittliche Jahresproduktion beträgt 91 GWh.